# 当普里沙尔
当普里沙尔（法語：Damprichard，法語發音：[dɑ̃(p)ʁiʃaʁ]）是法国杜省的一个市镇，位于该省东部，属于蒙贝利亚尔区。

## 地理
当普里沙尔（47°14'40"N, 6°52'53"E）面积21.9 平方千米，位于法国勃艮第-弗朗什-孔泰大區杜省，该省份为法国东部内陆省份，北起上索恩省，西接汝拉省，东部及东南部与瑞士接壤，东北部与贝尔福地区省接壤。
与当普里沙尔接壤的市镇（或旧市镇、城区）包括：蒂耶布昂、特雷维莱尔、于蒂耶尔、沙尔莫维莱尔、贝尔费、塞尔奈莱格利斯、沙尔克蒙、费里耶尔勒拉克。
当普里沙尔的时区为UTC+01:00、UTC+02:00（夏令时）。

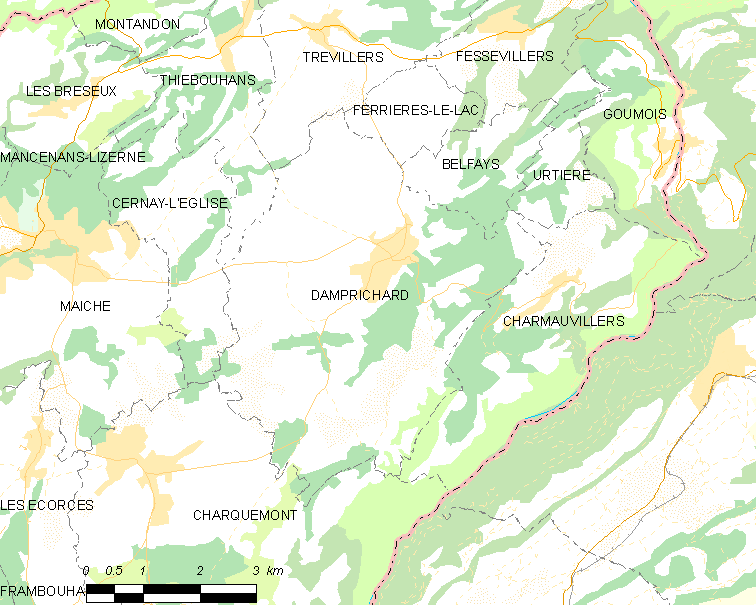
当普里沙尔的OSM定位图

## 行政
当普里沙尔的邮政编码为25450，INSEE市镇编码为25193。

## 政治
当普里沙尔所属的省级选区为迈什县。

## 人口

1962-2008年间当普里沙尔人口变化图示

当普里沙尔于2022年1月1日时的人口数量为1825人。